# 伊庭時言
伊庭 時言（いば ときのぶ、1794年（寛政6年） - 1853年（嘉永6年））は、江戸時代後期の国学者。通称は朔次郎、号は桂園。下総国葛飾郡椿村出身。
岸本由豆流に師事して国学の研鑽に励み、学者として頭角を現す。黒川春村と交流があり、黒川の随筆の中にも度々その名が登場する。歴史上の歌人達の事績を集積した事典『作者小伝』や、文禄三年八月までの歌合の年次、名目などを年表化した「歌合年表」などの著作を認めたと、『大日本歌書綜覧』で詳述されているが、それらの著作は後に散逸してしまい、現在の所在は明らかとなっていない。